# Matilde Lemaitre
Matilde Lemaitre (Cartagena, 26 de enero de 1989) es una actriz colombiana.

## Biografía y carrera artística
Desde los siete años está radicada con su familia en Bogotá. Se graduó de bachiller en el Colegio Nueva Granada y ha realizado estudios de Comunicación Social en la Universidad Javeriana. Sus inicios actorales se dieron ocho años atrás, con pequeños papeles en calidad de extra para producciones como: Siete veces amada (2002), Padres e hijos, Francisco el Matemático, Pasión de Gavilanes, entre otras.
Su verdadero debut como actriz se produjo hacia 2008, a través de la primera serie web colombiana de suspenso titulada Almas Perdidas (2008). En esa ocasión interpretó a Ely, una chica descomplicada y delgada, que para muchos hombres la consideran sexy, pese a su falta de concentración. Allí actuó al lado de Angélica Blandón, Álex Gil, Margarita Vega y Roger Moreno. “Almas Perdidas” fue producida por RCN e-NNOVVA.
Meses más tarde fue fichada por FOX-Telecolombia para interpretar a Susanita en la teleserie Amor, Mentiras y Video (2009). Una teleserie dirigida a la audiencia juvenil que no tuvo los resultados esperados, pero le sirvió como experiencia en su corta carrera actoral. En esta serie actuó al lado de Lorna Cepeda, Juan Carlos Vargas, Orlando Valenzuela, Natalia Durán y Carlos Torres (“Kike” de la telenovela de MTV Niñas Mal).
2010, fue un año lleno de mucho trabajo para Matilde Lemaitre, ya que muchos colombianos se identificaron plenamente con los papeles que ella interpretó. Primero, participó en la exitosa telenovela de RCN, sobre la vida de la cantante popular Marbelle titulada Amor Sincero (2010). Allí personificó a Sandra Abril Rodríguez, la novia de Freddy en su adolescencia y cuñada de Mauren (nombre real de Marbelle) en su etapa de niña.
Posteriormente se introdujo al reparto de la teleserie colombo-española titulada La Pola (2010) para RCN, dirigida por el cineasta Sergio Cabrera. Matilde realizó el papel de Maria Ignacia Valencia, la acérrima enemiga de la prócer de la patria Policarpa Salavarrieta (Ana María Estupiñán), y la prometida de Alejandro Zabaraín (Pablo Espinosa) en su época adolescente. En capítulos posteriores, su papel lo ocupó Juliana Galvis en su época adulta.
Su primer papel protagónico lo alcanzó en la teleserie del canal Caracol llamada Tierra de cantores (2010). Al igual que en La Saga, los episodios se dividieron por etapas generacionales. Por tanto, a Matilde le tocó la primera generación de la historia de la música vallenata interpretando a Blanca Moscote, una mujer de buen vivir quien se dejó seducir por las melodías de Emiliano Larios (Beto Villa), convirtiéndose en pareja, hasta la muerte del último.

## Filmografía

### Televisión
- Klass 95 (2024) — Mónica Domínguez
- El corazón del océano (2014) — Elvira
- Made in Cartagena (2014) — Sofía Domínguez
- Quién eres tú? (2013) — Laura Beltran
- Comando elite (2013) — Katerine
- La madame (2013) — Tatiana
- Los Tres Caines (2013) — Karen
- Mujeres al límite (2010) —
- Tierra de cantores (2010) — Blanca Moscote

- La Pola (2010) — María Ignacia Valencia
- Amor sincero (2010) — Sandra Abril Rodríguez
- Amor, mentiras y video (2009) — Susana
- Pasión de Gavilanes (2003)

## Premios y nominaciones

### Premios TVyNovelas
| Año  | Categoría                         | Telenovela o Serie | Resultado |
| ---- | --------------------------------- | ------------------ | --------- |
| 2011 | Mejor actriz protagónica de serie | Tierra de cantores | Nominada  |